# Sean Avery
Pour les articles homonymes, voir Avery.
Sean Christopher Avery (né le 10 avril 1980 à Pickering en Ontario au Canada) est un joueur professionnel canadien de hockey sur glace. Il évoluait au poste d'ailier gauche.

## Carrière

### Red Wings de Détroit (1999-2003)
Avery est issu de la Ligue de hockey de l'Ontario, y ayant évolué pour les Platers d'Owen Sound ainsi que les Frontenacs de Kingston. C'est d'ailleurs avec Kingston qu'il connut la meilleure saison de sa carrière, récoltant un total de 84 points en 1999-2000.
Il signe un contrat à titre d'agent libre avec les Red Wings de Détroit au cours de l'été 2000 et rejoint leur club-école de la Ligue américaine de hockey, les Mighty Ducks de Cincinnati qui, comme son nom l'indique, est également le club-école officiel des Mighty Ducks d'Anaheim. Lors de sa première saison professionnelle avec Cincinnati en 2000-2001, il atteint la marque des 300 minutes de punitions, un sommet qu'il n'a jamais atteint par la suite. Ce nombre le classe au 6e rang de la LAH pour les punitions cette saison-là.
C'est en 2001-2002 qu'Avery fait ses débuts dans la LNH avec les Red Wings, prenant part à 36 parties avec le grand club, mais il retourne jouer la moitié de la saison avec Cincinnati.
Durant cette saison, les Red Wings gagnent la Coupe Stanley, mais Avery ne participe à aucun match éliminatoire et ne participe pas aux 41 matchs réglementaires pour pouvoir avoir son nom sur la coupe.
À l'été 2002, les Red Wings concluent une entente avec la formation des Griffins de Grand Rapids et y installent leur filiale officielle de la LAH. Avery y joue d'ailleurs durant 15 rencontres, ainsi que 39 autres avec Détroit avant que ceux-ci ne l'échangent aux Kings de Los Angeles avec Maksim Kouznetsov, le choix de première ronde des Red Wings au repêchage de 2003 (Jeff Tambellini) ainsi que celui de 2e ronde de 2004 (choix qui fut plus tard échangé à Boston et s'avèrera être Mārtiņš Karsums); en retour les Kings cèdent Mathieu Schneider.
Pour justifier son choix d'avoir échangé Avery, Ken Holland, le directeur général des Red Wings, affirme que l'une des raisons de son départ fut son manque de respect envers le jeu et affirmant qu'il n'était pas mature.

### Kings de Los Angeles (2003-2007)

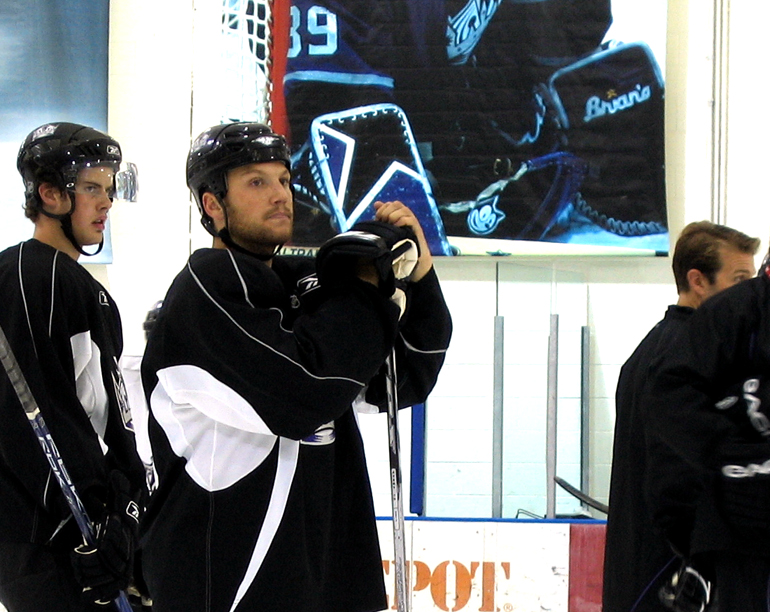
Sean Avery avec les Kings de Los Angeles

Dès son arrivée dans la « Cité des Anges », Avery se forge une place de choix grâce à son jeu robuste et ses tendances de pugiliste. Ainsi à sa première saison complète dans la LNH en 2003-2004, il se hisse au premier rang de la LNH au chapitre des punitions avec 261 minutes de pénalités.
En 2004-2005, lors du lock-out de la LNH, il part jouer en Finlande dans la SM-liiga, après deux matchs et 3 buts, inexplicablement, Avery quitte l'Europe pour le continent nord-américain et la United Hockey League avec l'équipe des Mechanics de Motor City. En UHL, Avery marque 15 buts et 11 passes en 26 matchs, il passe aussi 149 minutes en prison. Durant le lock-out, Avery fait les gros titres en affirmant que les dirigeants de la NHLPA ont menti aux joueurs. Durant cette période, Avery vit avec son coéquipier Chris Chelios, jusqu'à ce que ce dernier le vire de chez lui pour avoir mis sa maison sens dessus-dessous.
À son retour dans la ligue nationale, il remporte une fois de plus la palme du joueur ayant passé le plus de minutes au « cachot » avec 257 minutes, cependant il inscrit sa meilleure fiche dans la LNH avec une récolte de 15 buts et un total de 24 points. Durant son retour, Avery fait encore une fois parler de lui, ainsi après une mise en échec sévère du défenseur québécois Denis Gauthier sur le vétéran Jeremy Roenick, Avery affirma « Je pense que c'est typique des joueurs canadiens parlant français portant une visière, se la jouant dur mais ne pouvant pas assumer leurs actes ». Une autre controverse intervient quand le joueur des Oilers d'Edmonton Georges Laraque affirme que, durant un match, Avery le traita de singe. L'incident n'a jamais été prouvé, Avery réfutant totalement ce que Laraque rapporte.

### Rangers de New York (2007-2008)
Il joue 55 rencontres avec les Kings la saison suivante avant de se voir échanger à nouveau, cette fois aux Rangers de New York en retour notamment de Jason Ward. Dès son arrivée, Avery est l'un des favoris du Madison Square Garden, marquant 20 points en 29 matchs.
En 2007, Avery fait encore parler de lui en provoquant une altercation avec Darcy Tucker des Maple Leafs de Toronto dans le couloir des vestiaires, ce dernier affirmant qu'Avery aurait fait des commentaires déplacés envers le joueur des Leafs Jason Blake, atteint d'une rare forme de leucémie. Avery a nié avoir fait de tels commentaires.

### Stars de Dallas
Le 2 juillet 2008, Avery signe un contrat de quatre ans d'une valeur estimée de 15,5 millions de dollars avec les Stars de Dallas.
Le 14 décembre 2008, Avery est mis à la porte des Stars à la suite d'une suspension pour avoir fait des remarques désobligeantes envers son ex-fiancée et certains joueurs de la ligue nationale. L'équipe indique qu'elle souhaite un divorce à l'amiable.

### L'affaire Elisha Cuthbert
Le 2 décembre 2008, à la suite d'un entraînement matinal en vue du prochain match des Stars de Dallas contre les Flames de Calgary, Sean Avery rassemble les journalistes présent pour faire une annonce. Il indique vouloir faire une déclaration touchant le joueur des Flames Dion Phaneuf qui sort avec son ex-compagne Elisha Cuthbert et le joueur des Kings de Los Angeles Jarret Stoll qui sort lui aussi avec une ex-petite amie d'Avery Rachel Hunter.

« Je ne dirais qu'une chose, je suis content d'être de retour au Canada. Je veux juste commenter le fait que c'est devenu une chose habituelle pour des gars de la LNH de sortir avec mes restes (ancienne compagne). »

Quelques heures plus tard, la LNH suspend Avery indéfiniment. Ses commentaires sont alors condamnés unanimement par l'organisation des Stars de Dallas. Le lendemain, Avery s'excuse et explique que ce n'était qu'une mauvaise façon de créer de l'excitation avant le match.
Le 5 décembre 2008, la Ligue nationale de hockey fixe la suspension d'Avery à six matchs, et l'oblige à suivre un programme de contrôle de la colère.

### Retour avec les Rangers de New York

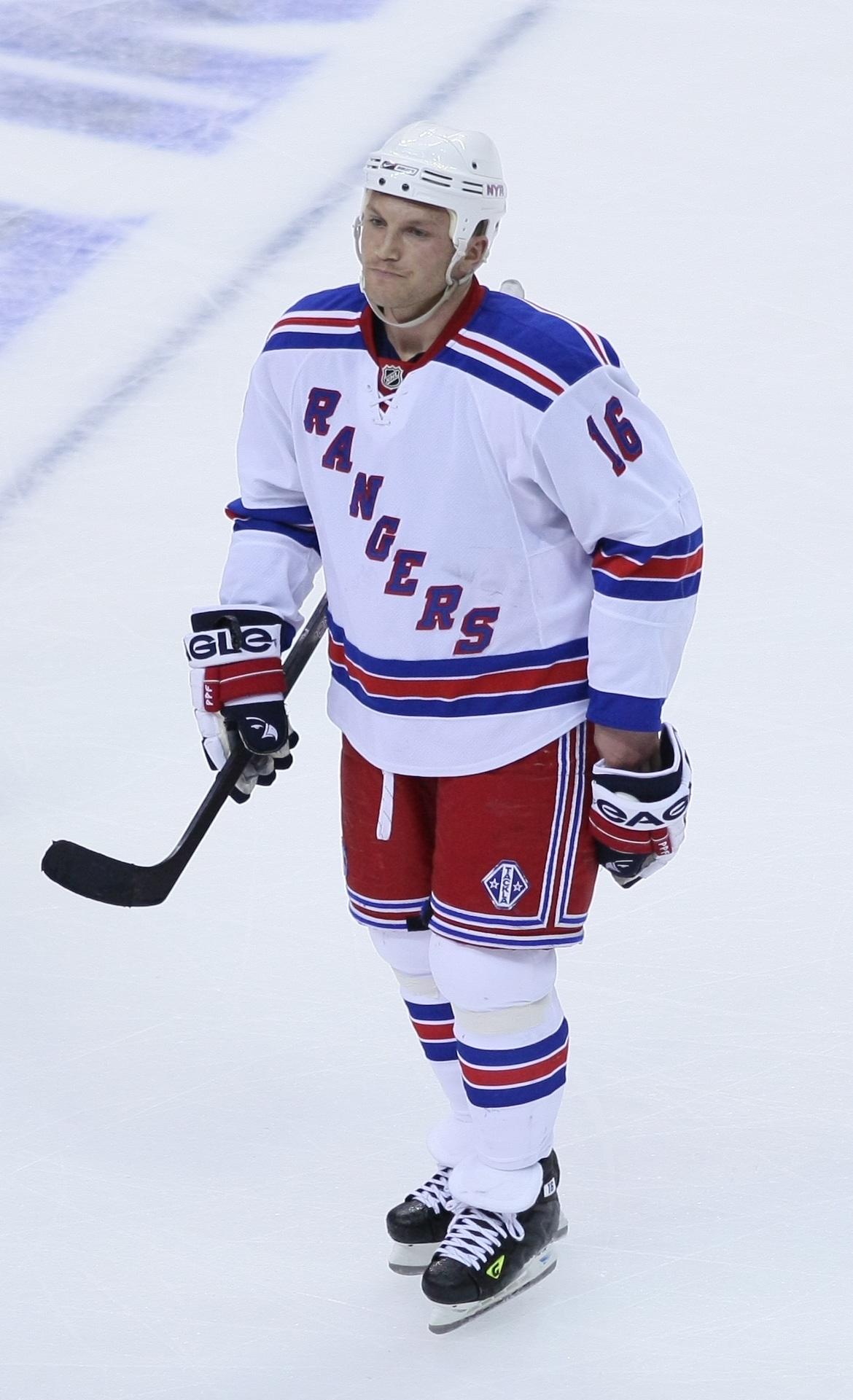
Sean Avery en 2009 avec les Rangers

Après avoir fini son programme de contrôle de la colère, Avery est donc placé au ballotage par les Stars en février 2009. Le 3 mars, Avery est finalement réclamé par les Rangers de New York, il est ensuite immédiatement assigné à leur club école de la LAH le Wolf Pack de Hartford. L'entraîneur des Rangers John Tortorella, qui pendant sa période en tant que consultant pour la chaine TSN avait déclaré qu'Avery était un égoïste et qu'il n'avait rien à faire en LNH.
Malgré tout Avery fait son retour en avril 2009 juste avant les séries éliminatoires. Durant les séries Avery refait parler de lui, lors du match contre les Devils du New Jersey, Avery tourne le dos au jeu et cache la vue au gardien des Devils Martin Brodeur. Bien qu'aucune règle ne condamne cet acte et que la tactique de cacher la vue au gardien soit couramment employée dans certaines phases de jeu du hockey sur glace, aucun joueur n'avait alors distinctement tourné le dos au jeu, sans se préoccuper du palet et de lever les bras et la crosse pour gêner le gardien. Les commentateurs du match et les joueurs décrièrent le geste de Avery, le qualifiant d'anti-sportif. À la suite du match la LNH créa une nouvelle règle interdisant cette pratique, la Sean Avery Rule, qui conduit à une pénalité mineure.
Le 4 octobre 2011, les Rangers placent Avery au ballotage. Le lendemain, aucune équipe ne le réclame et il est envoyé au Whale du Connecticut, club-école des Rangers dans la LAH.
Avery annonce son retrait de la compétition le 14 mars 2013.

## Statistiques
| Saison     | Équipe                     | Ligue      |     | Saison régulière | Saison régulière | Saison régulière | Saison régulière | Saison régulière |   | Séries éliminatoires | Séries éliminatoires | Séries éliminatoires | Séries éliminatoires | Séries éliminatoires |
| Saison     | Équipe                     | Ligue      | PJ  | B                | A                | Pts              | Pun              | PJ               | B | A                    | Pts                  | Pun                  |                      |                      |
| 1996-1997  | Platers d'Owen Sound       | LHO        | 58  | 10               | 21               | 31               | 86               | 4                | 1 | 0                    | 1                    | 4                    |                      |                      |
| 1997-1998  | Platers d'Owen Sound       | LHO        | 47  | 13               | 41               | 54               | 105              | -                | - | -                    | -                    | -                    |                      |                      |
| 1998-1999  | Platers d'Owen Sound       | LHO        | 28  | 22               | 23               | 45               | 70               | -                | - | -                    | -                    | -                    |                      |                      |
| 1998-1999  | Frontenacs de Kingston     | LHO        | 33  | 14               | 25               | 39               | 88               | 5                | 1 | 3                    | 4                    | 13                   |                      |                      |
| 1999-2000  | Frontenacs de Kingston     | LHO        | 55  | 28               | 56               | 84               | 215              | 5                | 2 | 2                    | 4                    | 26                   |                      |                      |
| 2000-2001  | Mighty Ducks de Cincinnati | LAH        | 58  | 8                | 15               | 23               | 304              | 4                | 1 | 0                    | 1                    | 19                   |                      |                      |
| 2001-2002  | Red Wings de Détroit       | LNH        | 36  | 2                | 2                | 4                | 68               | -                | - | -                    | -                    | -                    |                      |                      |
| 2001-2002  | Mighty Ducks de Cincinnati | LAH        | 36  | 14               | 7                | 21               | 106              | -                | - | -                    | -                    | -                    |                      |                      |
| 2002-2003  | Red Wings de Détroit       | LNH        | 39  | 5                | 6                | 11               | 120              | -                | - | -                    | -                    | -                    |                      |                      |
| 2002-2003  | Griffins de Grand Rapids   | LAH        | 15  | 6                | 6                | 12               | 82               | -                | - | -                    | -                    | -                    |                      |                      |
| 2002-2003  | Kings de Los Angeles       | LNH        | 12  | 1                | 3                | 4                | 33               | -                | - | -                    | -                    | -                    |                      |                      |
| 2002-2003  | Monarchs de Manchester     | LAH        | -   | -                | -                | -                | -                | 3                | 2 | 1                    | 3                    | 8                    |                      |                      |
| 2003-2004  | Kings de Los Angeles       | LNH        | 76  | 9                | 19               | 28               | 261              | -                | - | -                    | -                    | -                    |                      |                      |
| 2004-2005  | Pelicans Lahti             | SM-Liiga   | 2   | 3                | 0                | 3                | 26               | -                | - | -                    | -                    | -                    |                      |                      |
| 2004-2005  | Mechanics de Motor City    | UHL        | 16  | 15               | 11               | 26               | 149              | -                | - | -                    | -                    | -                    |                      |                      |
| 2005-2006  | Kings de Los Angeles       | LNH        | 75  | 15               | 24               | 39               | 257              | -                | - | -                    | -                    | -                    |                      |                      |
| 2006-2007  | Kings de Los Angeles       | LNH        | 55  | 10               | 18               | 28               | 116              | -                | - | -                    | -                    | -                    |                      |                      |
| 2006-2007  | Rangers de New York        | LNH        | 29  | 8                | 12               | 20               | 58               | 10               | 1 | 4                    | 5                    | 27                   |                      |                      |
| 2007-2008  | Rangers de New York        | LNH        | 57  | 15               | 18               | 33               | 154              | 8                | 4 | 3                    | 7                    | 6                    |                      |                      |
| 2008-2009  | Stars de Dallas            | LNH        | 23  | 3                | 7                | 10               | 77               | -                | - | -                    | -                    | -                    |                      |                      |
| 2008-2009  | Wolf Pack de Hartford      | LAH        | 8   | 2                | 1                | 3                | 8                | -                | - | -                    | -                    | -                    |                      |                      |
| 2008-2009  | Rangers de New York        | LNH        | 18  | 5                | 7                | 12               | 34               | 6                | 0 | 2                    | 2                    | 24                   |                      |                      |
| 2009-2010  | Rangers de New York        | LNH        | 69  | 11               | 20               | 31               | 160              | -                | - | -                    | -                    | -                    |                      |                      |
| 2010-2011  | Rangers de New York        | LNH        | 76  | 3                | 21               | 24               | 174              | 3                | 0 | 0                    | 0                    | 2                    |                      |                      |
| 2011-2012  | Rangers de New York        | LNH        | 15  | 3                | 0                | 3                | 21               | -                | - | -                    | -                    | -                    |                      |                      |
| 2011-2012  | Whale du Connecticut       | LAH        | 7   | 2                | 1                | 3                | 39               | -                | - | -                    | -                    | -                    |                      |                      |
| Totaux LNH | Totaux LNH                 | Totaux LNH | 580 | 90               | 157              | 247              | 1 533            | 28               | 5 | 10                   | 15                   | 69                   |                      |                      |

## Transactions en carrière
- 21 septembre 1999 : signe à titre d'agent libre avec les Red Wings de Détroit (LNH).
- 11 mars 2003 : échangé aux Kings de Los Angeles avec Maksim Kouznetsov, le choix de première ronde des Red Wings en 2003 (Jeff Tambellini) et le choix de deuxième ronde des Red Wings en 2004 (échangé par la suite aux Bruins de Boston qui repêchent Mārtiņš Karsums) contre Mathieu Schneider.
- 24 novembre 2004 : signe à titre d'agent libre avec le Pelicans Lahti (SM-Liiga).
- 11 février 2005 : signe à titre d'agent libre avec les Mechanics de Motor City (UHL).
- 5 février 2007 : échangé aux Rangers de New York avec John Seymour en retour de Jason Ward et des droits sur Marc-André Cliche et sur Jan Marek.
- Été 2008 : Signe à titre d'agent libre avec les Stars de Dallas.
- 3 mars 2009 : réclamé aux ballotage par les Rangers de New York.
- 14 mars 2013 : annonce son retrait de la compétition.